# Cmentarz wojenny nr 100 – Kobylanka
Cmentarz wojenny nr 100 – Kobylanka – cmentarz z I wojny światowej, zaprojektowany przez Hansa Mayra, położony na terenie wsi Kobylanka w gminie Gorlice w powiecie gorlickim w województwie małopolskim. Jeden z ponad 400 zachodniogalicyjskich cmentarzy wojennych zbudowanych przez Oddział Grobów Wojennych C. i K. Komendantury Wojskowej w Krakowie. Należy do III Okręgu Cmentarnego Gorlice.

## Opis
Cmentarz znajduje się na zachód od drogi Zagórzany – Kobylanka, na działce ewidencyjnej nr 800. 

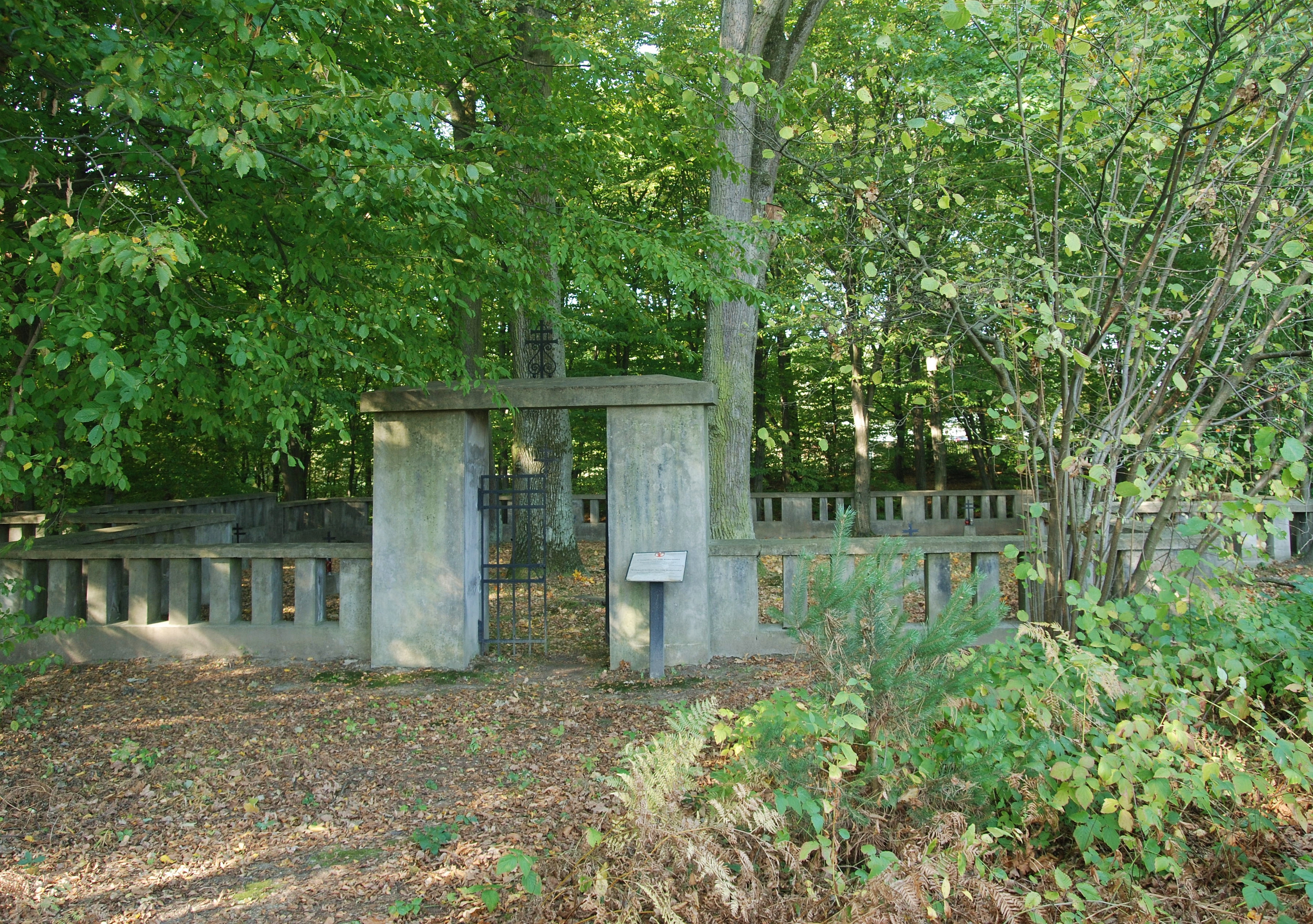
Wejście
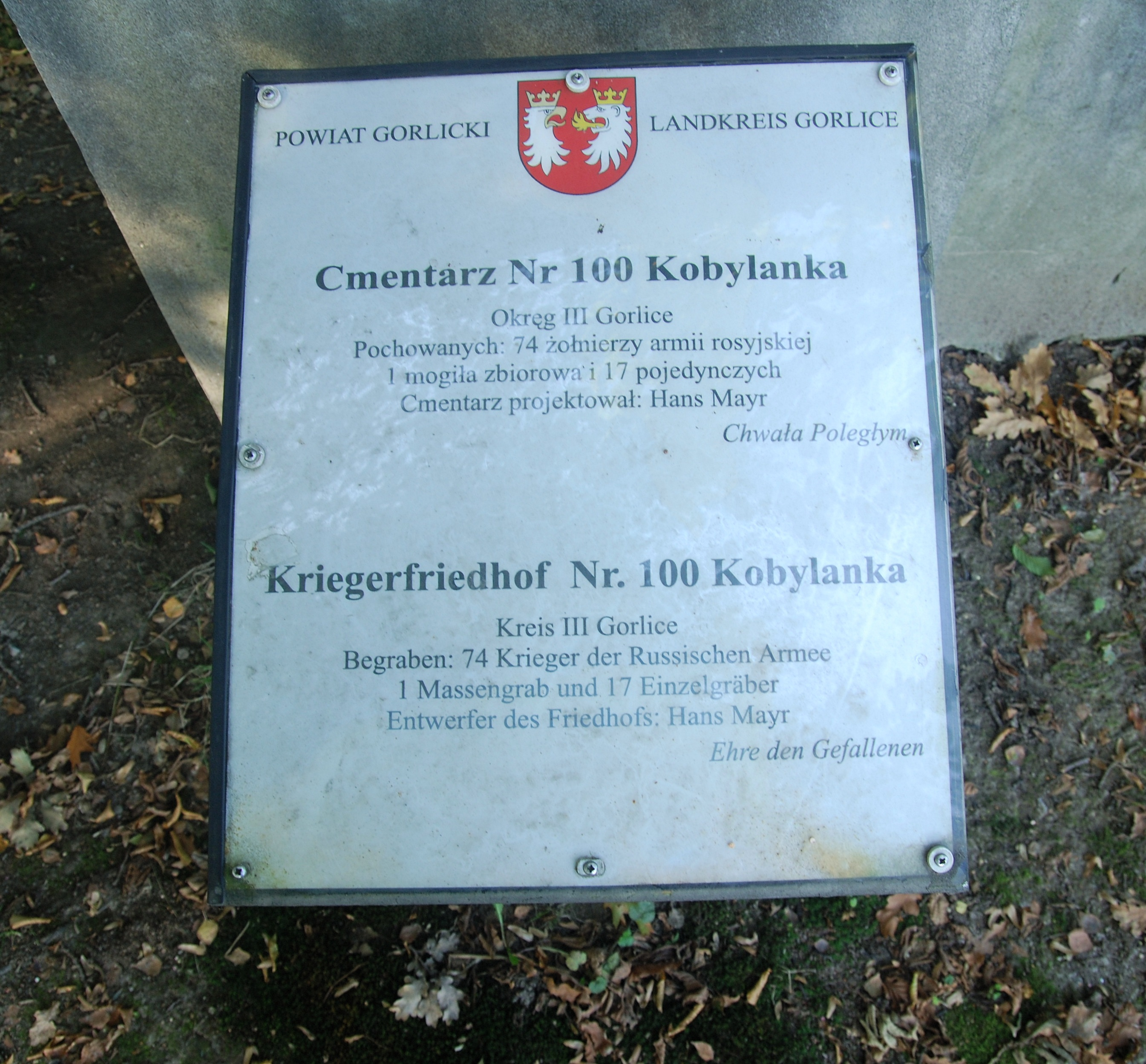
Tablica informacyjna
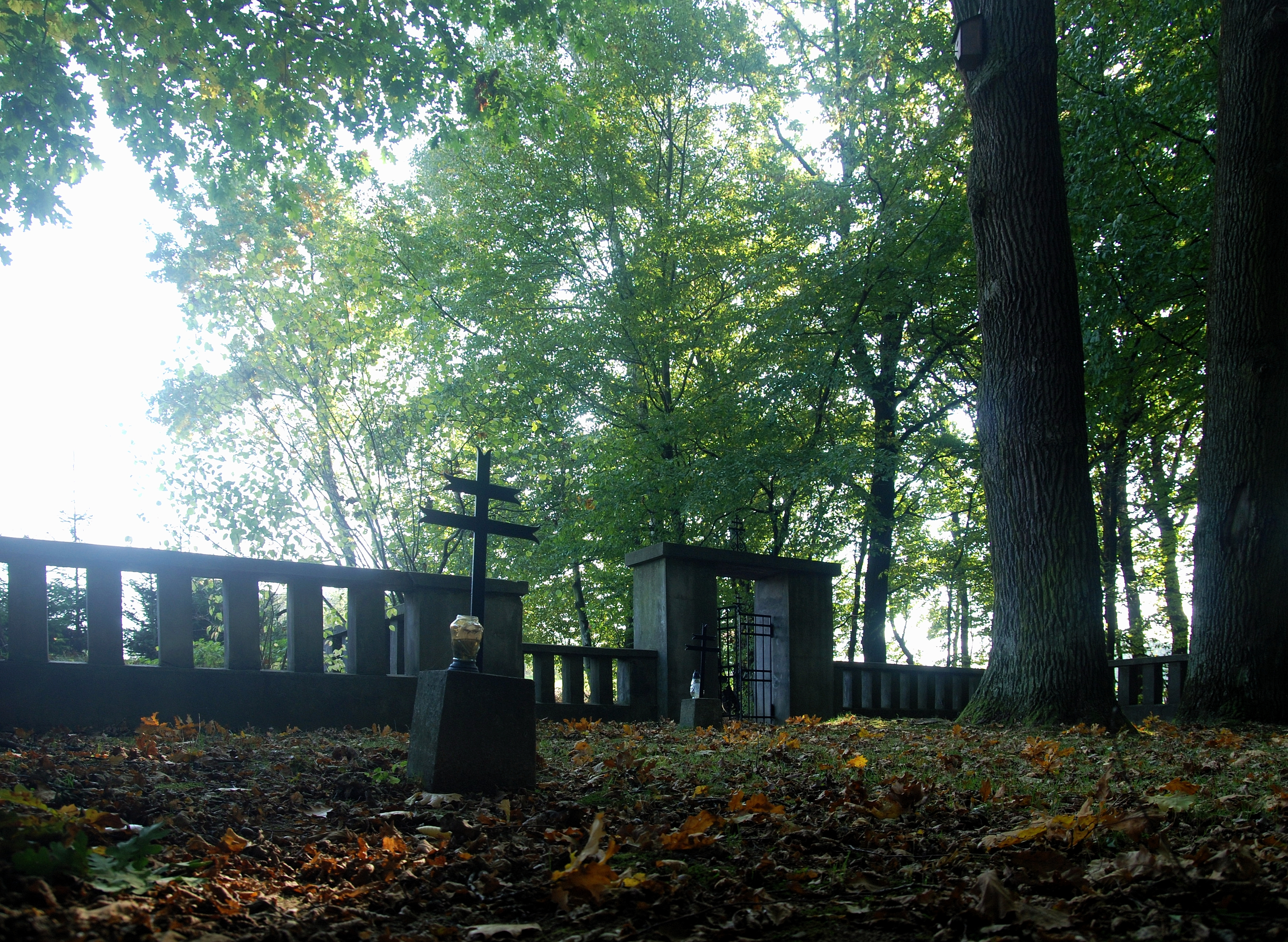
Wewnątrz

Cmentarz ma kształt prostokąta z dużym ryzalitem od strony wschodniej o powierzchni ogrodzonej około 252 m². Głównym akcentem architektonicznym obiektu jest umieszczony przy zachodniej ścianie ogrodzenia wysoki żeliwny dwuramienny krzyż na betonowym cokole. Cmentarz otoczony jest betonową balustradą z wejściem od strony wschodniej ujętym w masywne betonowe słupy nakryte płytą z krzyżem. Układ grobów symetryczny względem osi z nagrobkami w formie betonowych stel o trapezowym zamknięciu zwieńczonych małymi dwuramiennymi krzyżami rosyjskimi.
Na cmentarzu pochowano 74 żołnierzy rosyjskich w 13 grobach zbiorowych oraz 17 pojedynczych poległych w maju 1915.

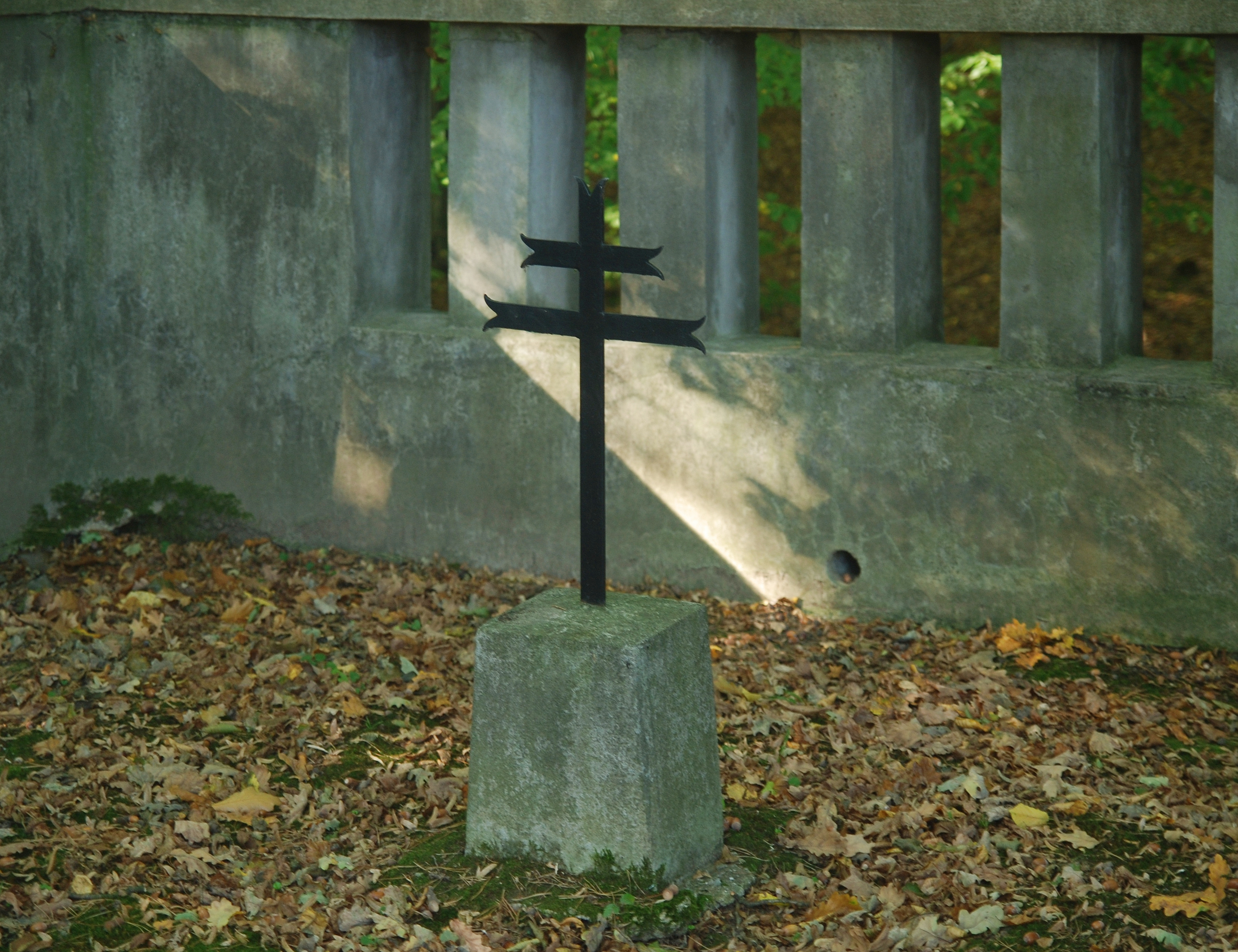
Mały krzyż rosyjski
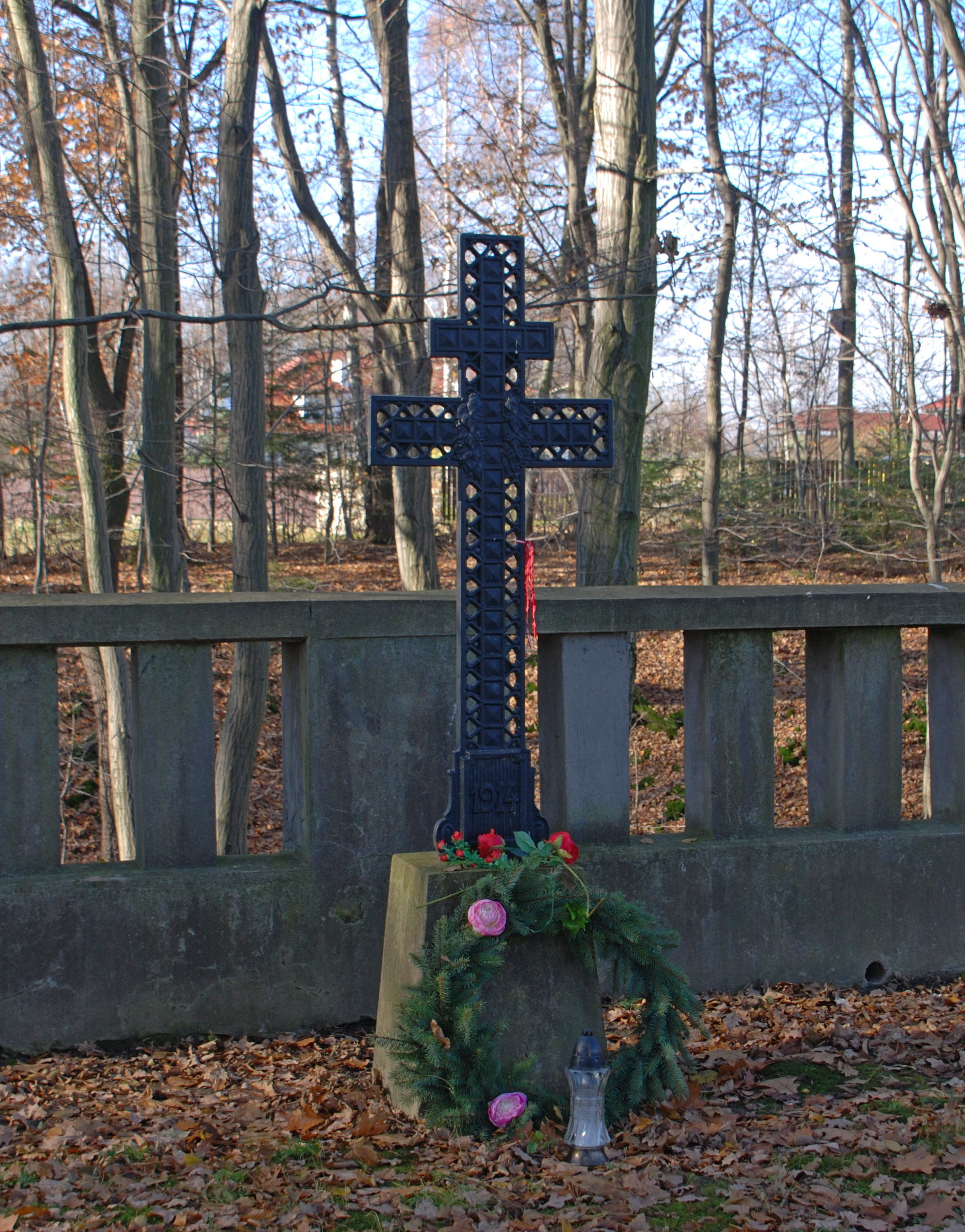
Duży krzyż rosyjski
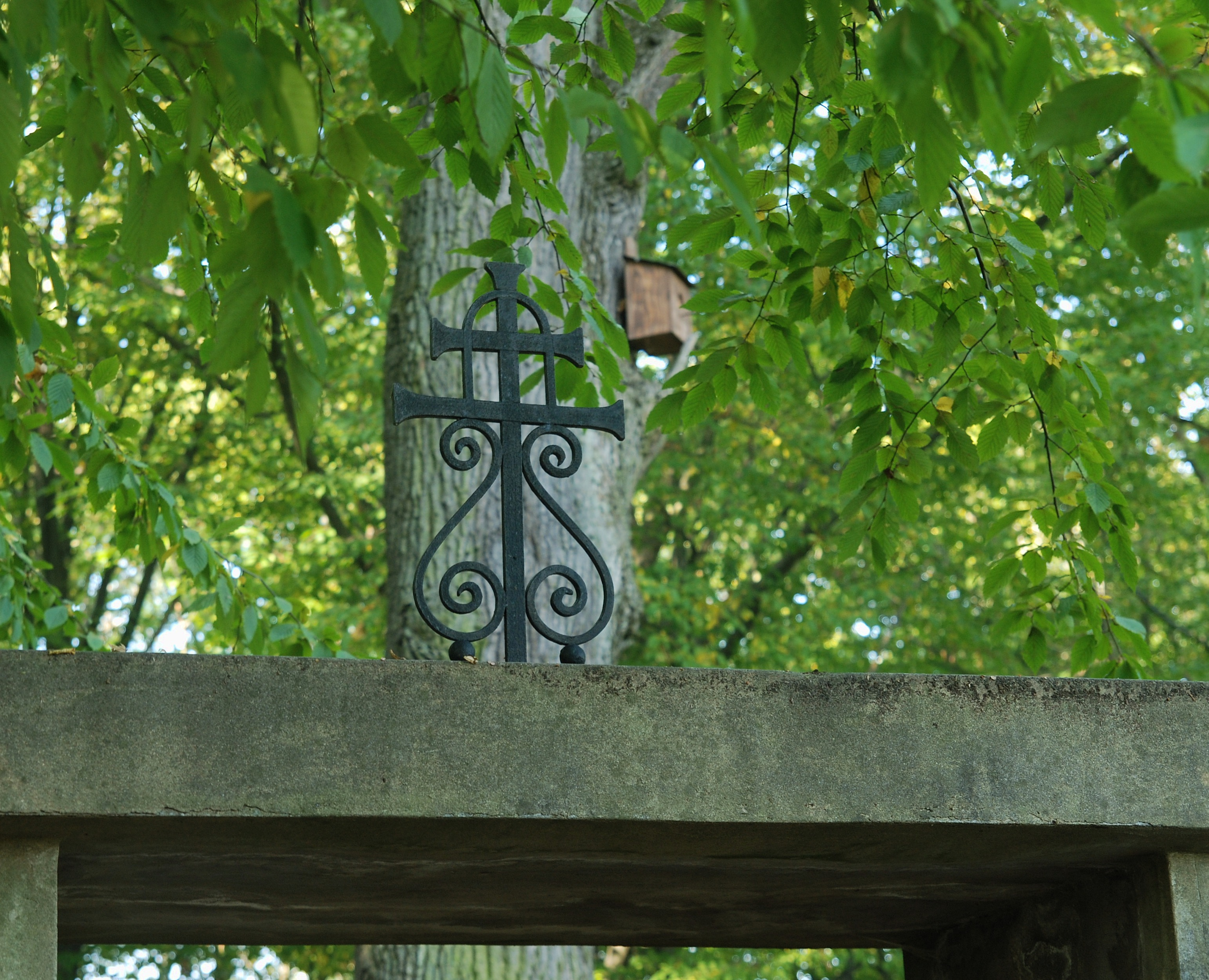
Krzyż na bramie wejściowej